# 9712 Nauplius
9712 Nauplius (1973 SO1) là một thiên thể Troia của Sao Mộc.